# ᶶ
Cette page contient des caractères spéciaux ou non latins. S’ils s’affichent mal (▯, ?, etc.), consultez la page d’aide Unicode.
ᶶ, appelée u barré en exposant, u barré supérieur ou lettre modificative u barré, est un graphème utilisé dans l’écriture du teso. Il est formé de la lettre ʉ mise en exposant.

## Utilisation
En teso, ou ateso, le u barré en exposant ‹ ᶶ › est utilisé dans l’orthographe de l’Atɛsɔ Local Language Board de 2014 pour représenter une voyelle fermée centrale arrondie [ʉ] murmurée.
Dans certaines variantes de l’alphabet phonétique international non standard, l’u barré en exposant est utilisé pour représenter des diphtongues. En 1968, Thomas Gay recommande d’utiliser le symbole en exposant pour la deuxième partie mineure des diphtongues.

## Représentations informatiques
La lettre modificative u barré peut être représenté avec les caractères Unicode suivants (Latin étendu – extensions phonétiques – supplément) :
| formes       | représentations | chaînes de caractères | points de code | descriptions                          | note                            |
| ------------ | --------------- | --------------------- | -------------- | ------------------------------------- | ------------------------------- |
| modificative | ᶶ               | ᶶ                     | U+1DB6         | lettre modificative minuscule u barré | codé pour le symbole phonétique |